# 胡庆树
胡庆树（1933年—2002年9月21日），安徽省安庆市人，中國大陸表演藝術家，為国家一级演员。历任武汉话剧院院长，民盟武汉市委副主委，武汉市政协常委，武汉市文化局副局长、艺术顾问，武汉市文联第六、七届全委会执行副主席，中国戏剧家协会理事，湖北省戏剧家协会副主席等职位。

## 生平
1933年出生，1955年毕业于上海戏剧学院表演系，之后在武汉话剧院等地方工作，并且历任武汉话剧院院长等职务。
1977年开始进入影坛工作，由于其表演能力，后在1994年举办了“胡庆树表演艺术研讨会”中，其被武汉市人民政府授予“人民艺术家”称号。
之后在2002年9月21日，胡庆树因病在武汉去世。

## 家系
胡庆树的大哥胡浩曾为北京人民艺术剧院演员，粉碎四人帮后亦曾出演多部电影；二哥胡庆汉曾任上海电影译制厂导演，四弟胡庆士曾在兰州军区战斗话剧团担任演员，后以《东陵大盗》中的孫殿英一角为人所知。